# Рейтинг найкращих боксерів незалежно від вагової категорії
Рейтинг найкращих боксерів незалежно від вагової категорії (англ. Boxing pound for pound rankings) — світовий рейтинг професійних боксерів поза ваговими категоріями. Список складається за принципом pound for pound.
У наступних таблицях показано професійних боксерів, які входять до останнього світового рейтингу незалежно від вагової категорії, опублікований кожним із:
- Журнал The Ring
- Boxing Writers Association of America (BWAA — тільки чоловіки)
- Transnational Boxing Rankings Board (TBRB — тільки чоловіки)
- ESPN
- BoxRec

## Чоловіки
Станом на 29 вересня 2022 року
| Боксер            | Статистика         | Вагова категорія        | Титул(и)                               | Ранкер   | Ранкер | Ранкер | Ранкер | Ранкер |
| Боксер            | Статистика         | Вагова категорія        | Титул(и)                               | The Ring | BWAA   | TBRB   | ESPN   | BoxRec |
| ----------------- | ------------------ | ----------------------- | -------------------------------------- | -------- | ------ | ------ | ------ | ------ |
| Олександр Усик    | 21 – 0 (14 KO)     | Важка вага              | WBA (Super), IBF та WBO                | 3        | 3      | 2      | 4      | 5      |
| Іноуе Наоя        | 27 – 0 (24 KO)     | Легша вага              | WBA (Super), IBF та The Ring           | 1        | 2      | 1      | 2      | 7      |
| Теренс Кроуфорд   | 40 – 0 (31 KO)     | Напівсередня вага       | WBO                                    | 2        | 1      | 3      | 1      | 2      |
| Еррол Спенс       | 28 – 0 (22 KO)     | Напівсередня вага       | WBA (Super), WBC та IBF                | 7        | 5      | 4      | 3      | 6      |
| Сауль Альварес    | 61 – 2 – 2 (39 KO) | Друга середня вага      | WBA (Super), WBC, IBF, WBO та The Ring | 4        | 4      | 5      | 5      | 1      |
| Василь Ломаченко  | 16 – 2 (11 KO)     | Легка вага              | –                                      | 6        | –      | –      | 9      | –      |
| Дмитро Бівол      | 22 – 0 (11 KO)     | Напівважка вага         | WBA (Super)                            | 6        | 7      | 8      | 8      | 3      |
| Джош Тейлор       | 19 – 0 (13 KO)     | Перша напівсередня вага | WBA (Super), WBC, IBF, WBO та The Ring | 8        | –      | –      | –      | –      |
| Джермелл Чарло    | 35 – 1 – 1 (19 KO) | Перша середня вага      | WBA (Super), WBC, IBF, WBO та The Ring | 9        | 9      | 9      | –      | –      |
| Артур Бетербієв   | 18 – 0 (18 KO)     | Напівважка вага         | WBC                                    | 10       | 8      | 10     | 7      | –      |
| Тайсон Ф'юрі      | 32 – 0 – 1 (23 KO) | Важка вага              | WBC                                    | –        | 6      | 6      | 6      | 4      |
| Роман Гонсалес    | 51 – 3 (41 KO)     | Друга найлегша вага     | –                                      | –        | –      | 8      | –      | –      |
| Геннадій Головкін | 42 – 1 – 1 (37 KO) | Середня вага            | WBA (Super) та IBF                     | –        | –      | –      | –      | 8      |
| Шакур Стівенсон   | 18 – 0 (9 KO)      | Друга напівлегка вага   | WBC, WBO та The Ring                   | –        | T10    | –      | 10     | 9      |
| Девін Хейні       | 28 – 0 (15 KO)     | Легка вага              | WBA (Super), WBC, IBF, WBO та The Ring | –        | T10    | –      | –      | –      |
| Деонтей Вайлдер   | 42 – 2 – 1 (41 KO) | Важка вага              | –                                      | –        | –      | –      | –      | 10     |

## Жінки
Станом на 24 червня 2022 року
| Боксер              | Статистика         | Вагова категорія                        | Титул(и)                                      | Ранкер   | Ранкер | Ранкер |
| Боксер              | Статистика         | Вагова категорія                        | Титул(и)                                      | The Ring | ESPN   | BoxRec |
| ------------------- | ------------------ | --------------------------------------- | --------------------------------------------- | -------- | ------ | ------ |
| Кеті Тейлор         | 21 – 0 (6 KO)      | Легка вага                              | WBA, WBC, IBF, WBO та The Ring                | 1        | 1      | 1      |
| Кларесса Шилдс      | 12 – 0 (2 KO)      | - Середня вага - Перша середня вага     | - WBA, WBC, IBF та The Ring - WBO та The Ring | 2        | 3      | –      |
| Аманда Серрано      | 42 – 2 – 1 (30 KO) | Напівлегка вага                         | WBC та WBO                                    | 3        | 2      | 2      |
| Мікаела Майєр       | 16 – 0 (5 KO)      | Друга напівлегка вага                   | IBF та WBO                                    | 4        | 5      | 5      |
| Джессіка Маккаскілл | 11 – 2 (4 KO)      | Напівсередня вага                       | WBA, WBC, IBF, WBO та The Ring                | 5        | 4      | 4      |
| Дельфін Персон      | 46 – 3 (19 KO)     | Друга напівлегка вага                   | –                                             | 6        | 7      | 9      |
| Шантель Кемерон     | 15 – 0 (8 KO)      | Перша напівсередня вага                 | WBC, IBF та The Ring                          | 7        | –      | –      |
| Сеніеса Естрада     | 22 – 0 (9 KO)      | - Перша найлегша вага - Мінімальна вага | - WBO - WBA                                   | 8        | 6      | 7      |
| Саванна Маршалл     | 10 – 0 (8 KO)      | Середня вага                            | WBO                                           | 9        | 9      | –      |
| Сесілія Брехус      | 36 – 2 (9 KO)      | Напівсередня вага                       | –                                             | 10       | –      | –      |
| Христина Гаммер     | 26 – 1 (12 KO)     | Середня вага                            | WIBF                                          | –        | 8      | –      |
| Єсіка Бопп          | 37 – 3 (17 KO)     | Перша найлегша вага                     |                                               | –        | 10     | –      |
| Марлен Еспарза      | 11 – 1 (1 KO)      | Найлегша вага                           | WBA, WBC та The Ring                          | –        | –      | 3      |
| Джессіка Нері Плата | 28 – 2 (3 KO)      | Перша найлегша вага                     |                                               | –        | –      | 6      |
| Алісія Баумгарднер  | 12 – 1 (7 KO)      | Друга напівлегка вага                   | WBC                                           | –        | –      | 8      |
| Джекі Нава          | 39 – 4 – 4         | Перша найлегша вага                     |                                               | –        | –      | 10     |